# Archaeotinodes priscus
Archaeotinodes priscus là một loài Trichoptera hóa thạch trong họ Ecnomidae.